# Región económica del Volga
La región económica del Volga (Povolzhski) (ruso: Пово́лжский экономи́ческий райо́н; tr.: Povolzhski ekonomícheski rayón) es una de las doce regiones económicas de Rusia.
Tiene una superficie de 536.400 km², con una población aproximada de 16.905.000 hab (la densidad es de 31 hab./km²), de los cuales el 73% es población urbana.

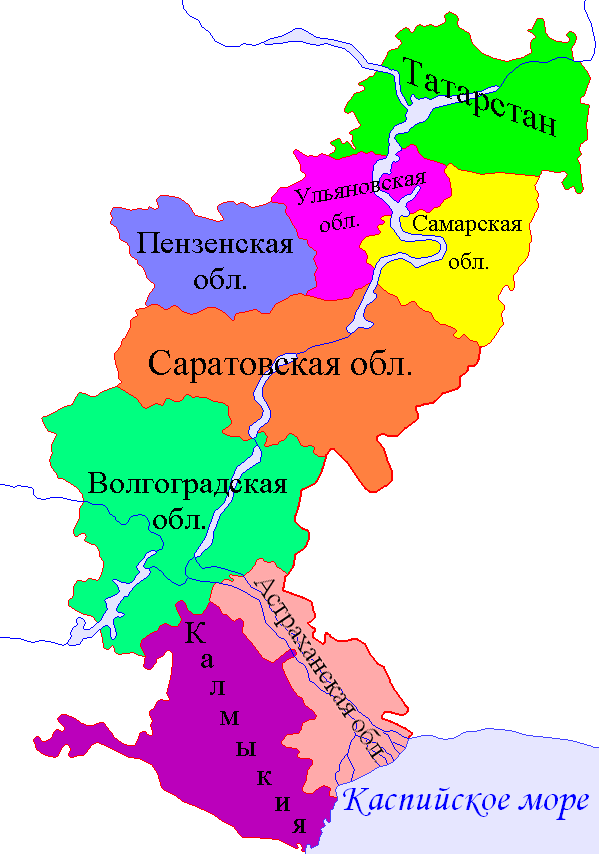
República de Tartaristán
Óblast de Uliánovsk
Óblast de Samara
Óblast de Penza
Óblast de Sarátov
Óblast de Volgogrado
República de Kalmukia
Óblast de Astracán

| República de Tartaristán Óblast de Uliánovsk Óblast de Samara Óblast de Penza | Óblast de Sarátov Óblast de Volgogrado República de Kalmukia Óblast de Astracán |

## Composición
- República de Tartaristán
- Óblast de Astracán
- Óblast de Volgogrado
- Óblast de Penza
- Óblast de Samara
- Óblast de Sarátov
- Óblast de Uliánovsk
- República de Kalmukia

## Indicadores socioeconómicos
La aprobación popular del cambio económico está por encima de la media en esta región, tanto en términos de valoración de la economía nacional como en las expectativas de mejoras en las propias vidas y en la economía familiar. El índice de consumo también es mayor aquí que en otras partes de la federación. La esperanza de vida para hombres y mujeres está un poco por encima la media nacional.
De todos modos, el PIB está por debajo de la media rusa, los salarios regionales descienden una sexta parte con respecto a la media del país, y se pagan con una regularidad inferior que la media del resto del país. Las discrepancias entre estos datos y el optimismo positivo de los individuos en esta región puede ser explicado porque en el Volga, la cantidad de gente con dos trabajos también es superior a la media nacional.